# Донмез, Гюванч
Гюванч Донмез (род. 30 октября 1977, Измир, Турция) — турецкий предприниматель, директор по электронной коммерции розничной сети «Магнит».

## Биография
Родился 30 октября 1977 года в Измире, Турция. В 2000 году окончил Босфорский университет в Стамбуле по специальности «Промышленная инженерия».

## Карьера
В 1999 году стал младшим бренд-менеджером в компании Procter & Gamble, где изначально отвечал за продвижение разных категорий продуктов. В 2011 году стал директором по маркетингу направления beauty в России, на Украине и в Белоруссии.
В 2012 году инвестировал в открытие сети ресторанов Big Baker в Турции.
В 2013 году был назначен на должность директора по корпоративному и розничному маркетингу «Samsung Electronics Россия».
В 2015 году был назначен на должность генерального директора DP Eurasia N.V. — мастер-франчайзи бренда Dominos’ Pizza в России, Турции, Азербайджане и Грузии. На своем посту Донмез обеспечил выход компании на IPO на London Stock Exchange. За 4 года российское подразделение выросло с 19 убыточных точек до 180 прибыльных.
В 2019 году стал вице-президентом Mail.ru Group по развитию всех работающих на рынке компаний общественного питания.
В 2020 году выручка сервиса превысила 10 млрд рублей, что в 2,3 раза больше 2019 года. Ежемесячно Delivery Club выполняет свыше 5,5 млн заказов (до прихода Донмеза не превышало 2 млн в месяц). В 2019 году сервис начал трансформацию в мультиплатформу в сфере доставки еды: сейчас с помощью Delivery Club можно заказать не только доставку готовой еды из ресторанов, но и доставку продуктов питания, еду навынос, забронировать стол. В 2020 году Delivery Club вошел в топ-10 самых дорогих интернет-компаний России по версии Forbes, впервые получив оценку свыше 1,5 млрд долларов. В 2021 году запустил собственный сервис безналичных чаевых для официантов, подписку Delivery Pro, по итогам декабря впервые выполнил свыше 10 млн транзакций.
В 2020 и 2021 годах Гюванч Донмез вошел в топ-5 генеральных директоров российских онлайн-платформ по версии рейтинга «Коммерсант 1000».
В 2022 году назначен на пост директора по электронной коммерции в розничную сеть «Магнит».